# بیمارستان روان‌پزشکی مومبلو
بیمارستان روان‌پزشکی مومبلو (انگلیسی: Mombello Psychiatric Hospital) با مساحتی بالغ بر ۴۰٬۰۰۰ مترمربع (۴۳۰٬۰۰۰ فوت‌مربع) و ساختمانهای متعددی که داشت، بزرگ‌ترین تیمارستان در ایتالیا بود که بخشی از یک روستای کوچک را تشکیل می‌داد. این تیمارستان در کمونه لیمبیاته ایتالیا، ناحیه لمباردی استان مونتزا و بریانتزا واقع شده بود. این دیوانه‌خانه که در سال ۱۸۷۸ به‌طور رسمی افتتاح گردید، آخرین بیمارستان روان‌پزشکی بود که به دنبال تصویب قانون بازالیا در سال ۱۹۷۸، بسته شد.